# موتا دافيرمو
موتا دافيرمو (بالإيطالية: Motta d'Affermo)‏ هي بلدية في مقاطعة ميسينا في صقلية الإيطالية.

## السكان
في سنة 1861 بلغ عدد السكان 2٬143 نسمة، وتطور العدد ليصل في سنة 2011 لـ 828 نسمة.
يظهر هذا المخطط البياني تطور النمو السكاني لـ موتا دافيرمو